# 高井戸

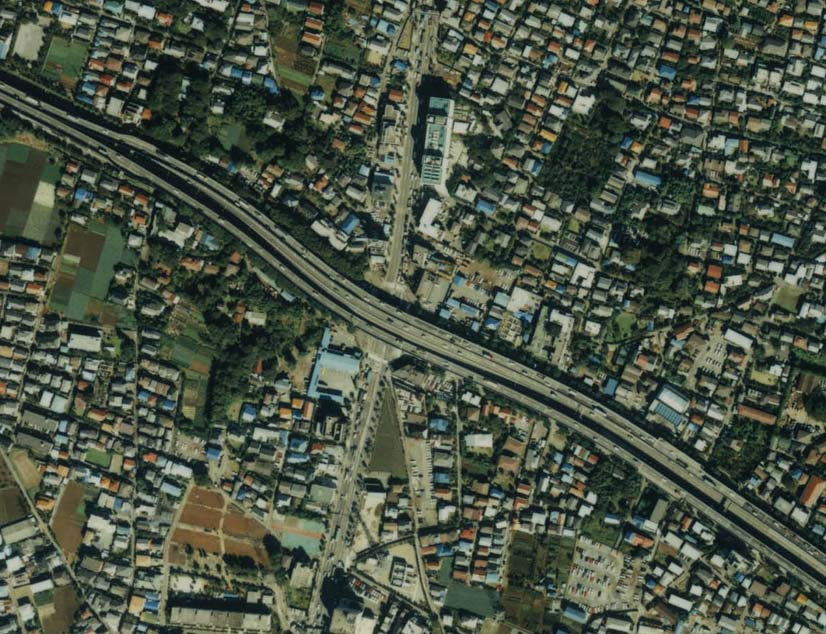
環八中の橋交差点の航空写真。右が首都高速道路4号線、左は中央道。

高井戸（たかいど）は、東京都杉並区にある地名。現在の町丁名では、上高井戸一丁目から三丁目まで、高井戸西一丁目から三丁目まで、高井戸東一丁目から四丁目まで、下高井戸一丁目から五丁目まで存在する。

## 地理
杉並区の最南部に位置する地域。現在の町名では上高井戸、高井戸西、高井戸東、下高井戸の4地域に分かれる。京王井の頭線富士見ヶ丘駅から京王線下高井戸駅、京王線八幡山駅の範囲の地域である。

## 隣接する自治体
- 世田谷区

## 地域内の町名
- 高井戸東
- 高井戸西
- 下高井戸
- 上高井戸

## 歴史
- 旧石器時代 - 高井戸東遺跡（高井戸東三丁目）のローム層から出土した石器から、紀元前3万年ころに、人類が住んでいたことが確認される。
- 縄文時代中期 - 塚山遺跡（下高井戸五丁目）から、この時代の土器が出土する。
- 1559年（永禄2年） - 北条氏家臣の領地であった。
- 安土桃山時代 - （旧）高井戸村は上高井戸村・下高井戸村の二村に分かれた。
- 1602年（慶長7年） - 甲州街道が建設され、高井戸宿という宿場町となった。
- 1604年（慶長9年） - 高井戸宿は上高井戸宿・下高井戸宿の二つとなる。

現在の首都高速4号線と甲州街道の交差部、一里塚の案内板がある辺りが下高井戸宿、その西、環八通りと交わる辺りが上高井戸宿であった。
- 1652年（慶安5年） - 玉川上水が開削された際、立ち退きをせまられた7件の農家が別の土地に移り住んで開拓し、中高井戸村を形成する。

村としては上高井戸、高井戸西、高井戸東が上高井戸村、下高井戸と浜田山が下高井戸村、松庵の一部が中高井戸村の範囲である。
- 明治2年2月9日（1869年3月21日）- 品川県所属となる（品川県新設）。
- 明治4年11月14日（1871年12月25日） - 東京府所属となる（東京府新設）。
- 明治5年1月22日（1872年3月1日） - 神奈川県所属となる（神奈川県編入）。
  - 8月19日（9月21日） - 東京府へ再編入。
- 1873年（明治6年）3月18日 - 東京府第8大区5小区所属となる（朱引外大小区改正）。
- 1878年（明治11年）7月 - 東京府東多摩郡所属となる（郡区町村編制法施行）。
- 1879年（明治12年） - 大区小区制が廃止され、上高井戸村および下高井戸村は2村による連合村となり、大宮前新田、中高井戸村、松庵村、久ヶ山村は4村による連合村となる（東京府数町村連合会規則による連合村。）。
- 1889年（明治22年）5月1日 - 東多摩郡上高井戸村、下高井戸村、大宮前新田、松庵村、久我山村および中高井戸村が合併し、東多摩郡高井戸村となる。
- 1896年（明治29年）4月1日 - 豊多摩郡高井戸村となる。
- 1917年（大正6年） - 池に水を張り造られた天然氷の切り出し、出荷が盛んになる[1]。
- 1926年（大正15年）7月1日 - 町制施行し、豊多摩郡高井戸町となる。

この頃、当地での四谷丸太の植林が終了する。
- 1932年（昭和7年）10月1日 - 東京市杉並区に新設合併される。
- 1954年（昭和29年） - 上水道が敷設され、村山貯水池から送水される。
- 1969年（昭和44年） - 当地区に住居表示が実施され、上高井戸一～三丁目、高井戸西一～三丁目、高井戸東一～四丁目、下高井戸一～五丁目が成立（上高井戸と高井戸西は3月1日、高井戸東と下高井戸は7月1日の成立）。

## 施設
- 杉並清掃工場 - 建設に際し周辺住民の大規模な反対運動が、最終処分場を有する江東区民の感情を傷つけ、杉並区から発生するごみの受入を実力で阻止した、東京ゴミ戦争の発端となったことで知られる。
- 杉並区立高井戸小学校
- 杉並区立高井戸東小学校
- 杉並区立高井戸中学校
- 日本年金機構本部（旧社会保険庁業務センター）
- 高井戸温泉 美しの湯
- 高井戸遺跡
- 塚山公園
- 浴風会本館 - 内田祥三、土岐達人の設計。1926年竣工。2001年、東京都選定歴史的建造物に指定された。
- 芝田山部屋 - 第62代横綱：大乃国康が創設した相撲部屋

## 企業
- 日本ヒューレット・パッカード ※本社があったが、2011年に江東区へ移転
- アジレント・テクノロジー高井戸オフィス（昔のHPの半導体部門）※2006年に撤退
- ミサワホーム株式会社本館
- 山崎製パン杉並工場
- ケンコーマヨネーズ本社（登記上の本店は神戸市灘区）

## 交通
- 京王井の頭線
- 首都高速道路高井戸出入口
- 中央自動車道高井戸出口
- 国道20号（甲州街道）
- 東京都道14号新宿国立線（東八道路）
- 東京都道311号環状八号線（環八通り）
- 人見街道
- 井ノ頭通り
- 上高井戸一丁目交差点（甲州街道と環八通りの交差点）